# Ephedra frustillata
Ephedra frustillata, la efedra de Patagonia, es una especie de planta del género Ephedra. Es originaria de Patagonia, al sur de Argentina.
E. frustillata contiene apigeninidin, un 3-deoxyanthocyanidin.

## Toxicidad
Las partes aéreas de algunas especies del género Ephedra pueden contener alcaloides, tales como la efedrina y la pseudoefedrina, cuya ingestión puede suponer un riesgo para la salud.
El consumo de efedra puede provocar convulsiones, accidente cerebrovascular, ataque al corazón y la muerte. Los riesgos de efectos adversos aumentan con la dosis, si se utiliza coincidiendo con actividades físicas intensas o en combinación con otros estimulantes, incluida la cafeína. Puede causar interacciones con otros fármacos. Está contraindicada en menores de 18 años, mujeres embarazadas y durante la lactancia.
Las evidencias de los riesgos potenciales del consumo de efedra han ido en aumento durante años. Un caso famoso, que sensibilizó a la opinión pública, fue el del jugador profesional de béisbol Steve Bechler, de 23 años, que en 2003 falleció durante un entrenamiento, horas después de haber ingerido un suplemento que contenía altas dosis de efedra. El informe toxicológico concluyó que la efedra "jugó un papel significativo" en su muerte.
En 2004, la Agencia de Drogas y Alimentos de Estados Unidos (FDA o USFDA, por sus siglas en inglés), prohibió la venta de suplementos dietéticos que contengan alcaloides de la efedra. Otros países se han sumado a esta prohibición, tales como los Países Bajos y Argentina.

## Usos
El extracto de efedra se utiliza en la medicina alternativa para tratar el asma y otras enfermedades respiratorias. En los Estados Unidos se vendió como adelgazante y para mejorar el rendimiento deportivo. Datos estadístico de 1999 señalaban que la efedra era usada por unos 12 millones de personas.
Un reciente metaanálisis de ensayos controlados concluyó que los efectos sobre la pérdida peso a corto plazo son modestos, y desconocidos a largo plazo. Por otro lado, no se pudo precisar la influencia sobre el rendimiento atlético, debido a la insuficiencia de evidencias.
Debido a sus efectos adversos, no es aconsejable utilizar la planta de efedra de forma casera.

## Taxonomía
Ephedra frustillata fue descrita por John Miers y publicado en Ann. Mag. Nat. Hist. III, 11: 262 1863.
Sinonimia
- Ephedra nana Dusén
- Ephedra patagonica Phil.
- Ephedra patagonica Phil. ex Stapf[7]